# Холодний Микола Костянтинович
Холодний Микола Костянтинович (31 липня 1939 , Коропський район, Чернігівська область  — 2006 , Остер, Чернігівська область ) — український поет-шістдесятник, літературознавець, публіцист, перекладач. Активний автор Самвидаву 1960-х років. Академік Бу-Ба-Бу (1997), лауреат премії В. Сосюри (1998), премії ім. В. Нефеліна, премії «Благовіст», Почесної премії Ватикану за книгу «Про душу в пісні та пісню в душі» (Рим, 1979 р.).

## Життєпис
Народився в селянській родині в селі Краснопілля на Чернігівщині. Батько, Костянтин Іванович, 1918 р. н., після війни з Японією 1945 р. не захотів повертатися в колгоспне кріпацтво, залишився в Сибіру біля розкуркулених висланих родичів, де загинув 1964 р. Мати, Ганна Михайлівна Чуча (1916–16.02.1984), тяжко працювала в колгоспі.
1946 р. Микола пішов у початкову школу на хуторі Стягайлівка, 1953 закінчив Карильську семирічку.
1949 р., через ненависть до сталіна, будучи у п'ятому класі школи виготовив листівку «Сталін помер. Люди моляться Богу», яку підкинув у шкільний коридор. Адміністрація школи вирахувала його по почерку, однак справі побоялися дати хід і обмежилися виховною бесідою.
У 1950 році відправив свої вірші Павлові Тичині, який потому передплачував йому газету «Літературна Україна».
1955 р. виключають з Краснопільської середньої школи за спробу завести вуса. 01 вересня газета «Радянська Коропщина» публікує під псевдонімом «М.Петренко» його вірш «Бригадир-нероба». Мусив тікати з села в Миргород, працював там робітником стадіону. Холодний дописує до газет, учасник наради робсількорів 1957 р., записує фольклор та надсилає його в Інститут фольклору.
У 1961 році вступив на філологічний факультет Київського університету, де познайомився з Іваном Дзюбою. Був виключений у 1965 році з університету після виступу на дискусії про роман Арсена Іщука «Вербівчани», У 1968 році, за сприянням кандидата філологічних наук Івана Варченка перевівся і закінчив Одеський університет. За збірку «Крик з могили» був змушений залишити Київ.

### Громадська діяльність
У 1960-х, був активним автором самвидаву. Творам притаманна іронія, алегоричність, потужний патріотичний пафос. Його рядки стають «крилатими».
З 1962 р. бере участь у роботі Клубу творчої молоді «Сучасник», виступає на літературних вечорах у Спілці письменників, у школах, вузах, заводських будинках культури, у парках, брав участь у поході зі смолоскипами до пам'ятника Іванові Франку.
У грудні 1962 р. перша збірка «Червоний сон», що мала позитивну рецензію Івана Дзюби, знята з плану Держлітвидаву.
У грудні 1963 мав перший творчий звіт у будинку СПУ. 1964 р. виступив на Дні філолога в університеті з віршем про «300-ліття возз'єднання України з Росією», у зв'язку з чим декан П. М. Федченко запропонував Холодному перейти на вечірній відділ, погрожував виключенням.
У квітні 1965 р. поет виступив на студентській науковій конференції з доповіддю «Про душу в пісні та про пісню в душі», де позитивно згадував Петлюру, Самчука. У серпні їздив у карпатське село Шешори на відкриття пам'ятника Т.Шевченку, де з В'ячеславом Чорновілом, Зиновією Франко та іншими влаштував мітинг у зв'язку з забороною відкриття пам'ятника.
У вересні 1965 всупереч волі парткому університету Літературна студія ім. Василя Чумака («СіЧ») обрала Холодного головою.
05 грудня 1965 р. Холодний критично виступив на обговоренні роману професора Арсена Іщука «Вербівчани», який висувався на Шевченківську премію. Згодом згадував в інтерв'ю: «А той роман виїденого яйця не вартий був. Так і не дали йому Шевченківської премії». Наступного дня його виключили з комсомолу і з 5-го курсу. Ночує у знайомих киян, бере участь у багатьох літературних вечорах, читає свої різкі, бунтівні, революційно-романтичні вірші, які користуються великою популярністю. Його вірші публікуються в антології української поезії в Празі.
18–19 квітня1966 року, Холодний разом з Ліною Костенко та Іваном Драчем протестував перед Львівським обласним судом, де судили Михайла Осадчого, Мирославу Зваричевську, Богдана і Михайла Горинів. У травні в самвидаві поширюється його 90-сторінковий лист до П. Шелеста, де йдеться про порушення Загальної Декларації прав людини ООН.
У червні — жовтні 1966-го сторожував у радгоспному саду в с. Ново-Олександрівка на Яготинщині, де перекладав з російської на українську рукопис Олени Апанович «Збройні сили України першої половини ХVІІІ ст.»
09 березня 1967, Холодний прилюдно читав вірші, за появу віршів у нью-йоркській антології української поезії «Шістдесят українських поетів шістдесятих років» (упорядник Б.Кравців), через що був звільнений з посади інструктора-методиста Добровеличківського будинку культури Кіровоградської області.
У липні 1968 у журналі «Дукля» (Словаччина) публікував вірші, через що був звільнений з Самгородської школи на Сквирщині. Тоді ж на квартирі Віктора Некрасова познайомився з А. Д. Сахаровим і Володимиром Буковським.
З тематичного плану видавництва «Радянський письменник» 1968 р. знімають збірку Холодного «Електростанція життя». У листопаді його вірші публікує газета «Свобода» (США), у грудні — ж. «Сучасність» № 12 та альманах «Північне сяйво» (упорядник Яр Славутич, Едмонтон, Канада). Холодного викидають з черги житлового кооперативу «Слово» Спілки письменників, звільняють з роботи в Козинецькій школі.
У 1970 році пише дисертацію з психолінгвістики «Народ крізь призму його мови» (конфіскована під час обшуку в М.Осадчого в січні 1972 р.). Вірші публікує позацензурний самвидавний журнал «Український вісник» Чорновола, називаючи його найпопулярнішим в Україні поетом. Холодний входить до редколегії львівського самвидавного журналу «Скриня», складає статут Незалежної спілки письменників. Звільнений з роботи з Микулицької школи на Бородянщині.
У грудні 1971 році поширює лист до пленуму Спілки письменників України з питань роботи з творчою молоддю. У зв'язку з арештами шістдесятників 14 січня 1972 р. звертається до лідера Китаю Мао Цзедуна з проханням надати політичний притулок.
У серпні 1972 р. Холодний пише авангардистський маніфест «В одному вагоні, але не в одному ешелоні», намагається створити літературну асоціацію «ЧУМА» («Чуєте? Ми — авангардисти!»).
Після звільнення працював учителем у Вінниці, де 1974 р. створив з місцевими літераторами «Студію Устима Кармалюка» («СУКА»), яка була розгромлена на районній ідеологічній нараді. Зазнавав у Вінниці арештів і необґрунтованих звільнень з роботи.
З липня 1976 р. жив у м. Остер Чернігівської обл. У листопаді звільнений з посади заввідділом краєзнавчого музею. Працював у школах, звідки його неодноразово звільняли.
1979 р. українська друкарня Ватикану видала книжку «Про душу в пісні та про пісню в душі», вона відзначена почесною премією, 1981 р. перевидана в Канаді та США.
У квітні 1982 р. Холодного звинуватили у знищенні статуетки Леніна, портрета Брежнєва та рушника «300 років України з Росією» і на 10 діб запроторили у чернігівську обласну психлікарню. Робота в школі супроводжується численними доносами, викликами в КГБ, заборонами і звинуваченнями в націоналізмі.
Коли 16 лютого 1984 р. у с. Карильському загинула мати Холодного, за поїздку на похорон директор школи записує йому прогул.
1987 році, був ініціатором будівництва церкви в рідному селі.
1989 році створює в Острі осередок Народного руху України, піднімає над міськрадою синьо-жовтий прапор. Створює в Козельці районне літоб'єднання імені репресованого письменника Василя Нефеліна. 1990 вступає до Міжнародної асоціації україністів.

### Арешти і переслідування
28 травня 1966-го, за прочитані вірші «Монолог Франка» та «Собаки», біля пам'ятника Іванові Франкові в день 50-річчя його смерті в Києві, разом з Олесем Сергієнком, Віктором Ковальчуком та Валерієм Набоком (Набок) був заарештований на 15 діб, у Лук'янівській в'язниці, де оголосили голодування. Їх годували примусово, зі знущанням. Після звільнення Холодний видворений з Києва.
1972 року заарештований за «антирадянську пропаганду» (ст. 62 ч. 1) головне звинувачення — за збірку віршів «Крик з могили». Слідчий Л. Берестовський шантажував Холодного психіатричною експертизою[джерело?]. Літературознавець Арсен Каспрук написав рецензію на збірку «Крик із могили» поета. У 1977 році Василь Стус так проаналізував рецензію Каспрука в листі до Левка Лук'яненка: 
| На збірку М. Холодного „Крик із могили“ Каспрук писав таке: „В деяких віршах Холодний видає себе уболівальником за народ, але „його“ народ — це щось абстрактне і невловиме. А справжній трудовий народ, радянських людей він ненавидить і пише про нього з презирством і зневагою („творець історії народ до ранку грає в доміно“). Каспрук пише далі, що Холодний „плекає надії на буржуазно-націоналістичне відродження України, виношує бредові ідеї збройного повстання проти існуючого ладу, помсти трудящим за їх відданість соціалістичній вітчизні“. Ось як! А колись, на початку 60-х років, після XX з'їзду, молодь не могла збагнути, як то могла робитися різанина 30-х років. Один такий літературознавець як Каспрук — дай-но йому тільки владу і ножа в руки — різав би того Холодного по шматочку.[3] |
За іншою версією, автором рецензії на збірку Холодного був однокурсник, товариш і колега Каспрука по Інституту літератури Анатолій Ковтуненко. В інтерв'ю 1999 року сам Холодний згадував про рецензію, автором якої наче був Ковтуненко.
7 липня 1972 року в газеті «Літературна Україна» було опубліковано лист підписаний заарештованим Миколою Холодним з визнанням своєї провини. Поета було звільнено й адміністративно вислано з Києва під наглядом КДБ.
Працював в багатьох школах, але поета часто звільняли з політичних причин. Входить до редколегії львівського самвидавного журналу «Скриня». В 1972 році звертається до Мао Цзедуна, а в 1984 році до Рональда Рейгана з проханням про політичний притулок. За це районний кагебіст виносить попередження, а Козелецький райнарсуд — ухвалу про заборону виїзду Холодному за межі м. Остер, він знову звільнений з роботи. Під час Чорнобильської катастрофи знаходився у місті Остер і не міг його полишити.

### За часів Незалежності
У червні 1991 р. був реабілітований за справою 1972 року. Відновитися на роботі в школі та повернутися в Київ не вдалося. Бере участь у численних літературних вечорах у різних місцях, у пресі публікуються його вірші. 1992 р. СБУ повертає Холодному вилучені 1972 р. рукописи. 1992 р. проводить у Спілці письменників творчий вечір з назвою «Я помер 1972 року». У лютому 1993 р. ректор КДУ скасовує наказ 1965 р. про виключення Холодного.
У березні 1993 р. виходить перша в Україні збірка віршів Холодного «Дорога до матері», 23 березня його прийнято в Спілку письменників України, збірку висунуто на здобуття премії ім. Т.Шевченка. У січні 1997 року Холодному присуджено премію та звання академіка творчої асоціації «Бу-Ба-Бу», 1998 р. — премію ім. В.Сосюри (Луганськ).
1998 року Центральний державний архів-музей літератури і мистецтва України створює архівний фонд Холодного за № 1348.
11 лютого 1999 року Київський міський суд скасовує постанову Ленінського районного суду м. Києва від 29.05.1966 р. про запроторення Холодного до Лук'янівської в'язниці.
Член Всеукраїнського товариства політичних в'язнів і репресованих (від 2002 року), Голова Козелецької районної організації Всеукраїнського педагогічного товариства ім. Г. Ващенка. Учасник Помаранчевої революції 2004 року.
Помер за нез'ясованих обставин у себе вдома у середині лютого 2006 року. Похований 15 березня 2006 року в місті Остер Чернігівської області.

## Відзнаки
- У 2005 році нагороджений Почесною грамотою Президії Верховної Ради України.
- Лауреат Міжнародної літературно-мистецької премії імені Пантелеймона Куліша (2016, посмертно).[8]
- У 2017 році Міжнародною літературно-мистецькою академією України посмертно відзначений медаллю «Івана Мазепи».[9]

## Видання творів
- Микола Холодний. Повернення. — К.: Факт, 2009. — 212 с.

## Увічнення пам'яті

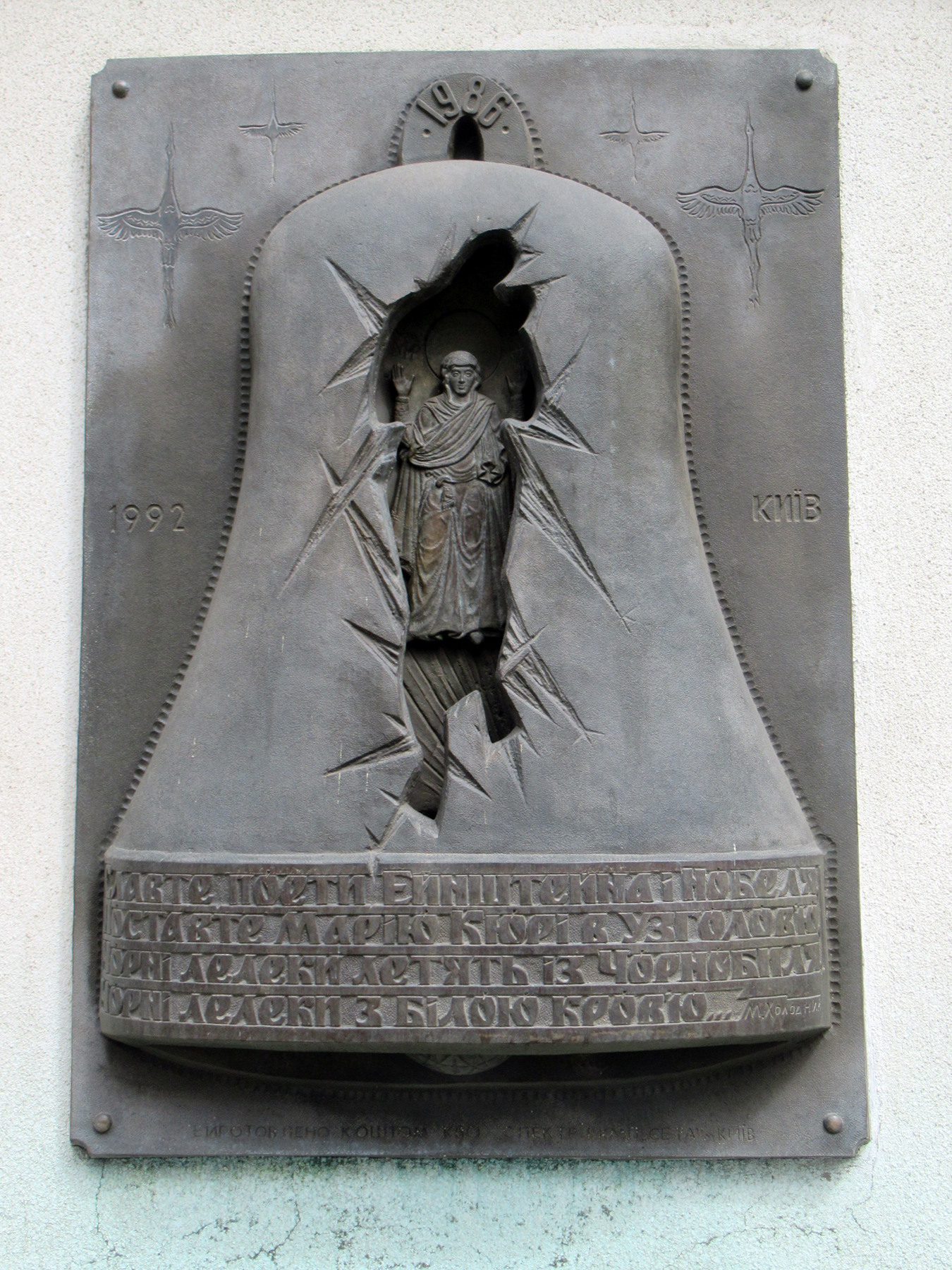
Пам'ятна дошка з дзвоном Чорнобиля і цитатою вірша М. Холодного на церкві Входу Господнього в Єрусалим в Дарниці, Київ

У рамках дерусифікації на честь Миколи Холодного пропонували назвати низку топонімів у Чернігівській області. Зокрема, вулицю Ватутіна у місті Остер, в якому жив поет. Однак у підсумку депутати міської ради Остра обрали для вулиці Ватутіна назву «Хутірська».
Також на честь Миколи Холодного пропонували назвати вулицю Ватутіна у селищі Лосинівка Чернігівської області. Втім, місцеві мешканці на слуханнях обрали для вулиці Ватутіна варіант «вулиця Яблунева».
У 2023-му році на честь Миколи Холодного пропонувалося перейменувати громадську вбиральню «біля кінотеатру Щорса», але директор КП «Паркування та ринок» Чернігівської міської ради відмовив у такому перейменуванні, мотивуючи відмову тим, що перейменування можливе лише після зміни назви кінотеатром імені Щорса.